# Flacourtia vitiensis
Flacourtia vitiensis är en videväxtart som först beskrevs av Berthold Carl Seemann, och fick sitt nu gällande namn av Albert Charles Smith. Flacourtia vitiensis ingår i släktet Flacourtia och familjen videväxter. Inga underarter finns listade i Catalogue of Life.